# Inge Friedrich
Inge Friedrich (* 28. März 1941 in Gütersloh; † 26. Juni 2022) war eine deutsche Verwaltungsjuristin. Sie war in Hessen von 1993 bis 1996 Regierungspräsidentin des Regierungsbezirks Kassel.

## Leben
Nach dem Abitur studierte Friedrich zunächst Medizin, danach Rechtswissenschaft an den Universitäten in Münster und Tübingen. Sie legte das Zweite juristische Staatsexamen ab und war im Anschluss als Gerichtsassessorin, Staatsanwältin und Richterin in Baden-Württemberg tätig. 1973 wechselte sie als Justiziarin zur Gesamthochschule Essen und 1977 wurde sie als erste Frau vom Senat der Fachhochschule Dortmund an die Spitze der Verwaltung gewählt. Sie war bis 1986, als sie mit der Leitung einer Abteilung im Hessischen Ministerium für Umwelt, Energie und Bundesangelegenheiten betraut wurde, Kanzlerin der FH.
Friedrich, Mitglied der SPD, wurde im Juli 1993 zur Regierungspräsidentin des Regierungsbezirks Kassel ernannt. In ihre Amtszeit fielen der Beginn des Verwaltungsreformprozesses des Regierungsbezirks, die Einführung des Kasseler „Sattelfestes“ 1995 sowie die Wiederbelebung der Initiative „Nordhessenkonferenz“. Im Juli 1996 wechselte sie als Leiterin der Zentralabteilung ins Hessische Ministerium für Frauen, Arbeit und Sozialordnung.